# 陸軍大臣
陸軍大臣（りくぐんだいじん）は、旧日本陸軍の軍政を管轄する陸軍省を担当した日本の国務大臣。略称として、陸相（りくしょう）とも呼ばれた。陸軍三長官の一つである。軍部大臣武官制により中将の階級にある者が就任する事もあった。各省官制通則で職名ではなく官名と定められており、親任官であるため、軍階級では中将の就任者であっても、法律上大将に対し行政命令を発することが出来た。

## 概要
1885年（明治18年）12月22日の内閣制度発足当初は将官が陸軍大臣になることが規定された。1890年（明治23年）3月27日には「職員は武官に限る」という規定が削除されるも、1900年（明治33年）の定員表の備考で陸軍大臣は現役将官がなることが規定された。この規定により、陸軍大臣は必然的に現役の軍人から選ばれることとなり、軍部の影響力が内閣に強く及ぶようになった。この制度によって、陸軍大臣が反対をすれば閣議決定ができず、陸軍が大臣を推挙しなければ組閣ができなくなる事例が出て来て、日本の政治は陸軍によって大きく左右される虞が出てきた。
1913年（大正2年）6月13日の定員表では「現役」の文言を削除し、任用資格が予備役、後備役、退役将官まで拡大し、組閣の苦労が軽減された。この現役制は、1936年（昭和11年）の二・二六事件を受けて廣田内閣時に復活、以降再び、内閣の進退に対する陸軍の意向の影響が大きくなった。
戦時中は内閣総理大臣が軍人として陸軍大臣を兼任する場合もあり、東條内閣と東久邇宮内閣の二例があった。
1945年（昭和20年）8月、終戦。12月に陸軍省が第一復員省に改編されるに伴い、陸軍大臣は廃止となった。
現在の自衛隊を管轄する防衛省担当の防衛大臣は、原則として文民である現職の国会議員が務める。

## 歴代大臣
以下の表は、歴代職員表に基づく。
| 陸軍大臣（陸軍省官制（明治19年2月27日勅令第2号）） | 陸軍大臣（陸軍省官制（明治19年2月27日勅令第2号）） | 陸軍大臣（陸軍省官制（明治19年2月27日勅令第2号）） | 陸軍大臣（陸軍省官制（明治19年2月27日勅令第2号）） | 陸軍大臣（陸軍省官制（明治19年2月27日勅令第2号）） | 陸軍大臣（陸軍省官制（明治19年2月27日勅令第2号）） | 陸軍大臣（陸軍省官制（明治19年2月27日勅令第2号））                              |
| 代                                                 | 氏名                                               | 内閣                                               | 就任日                                             | 退任日                                             | 期                                                 | 備考                                                                            |
| -------------------------------------------------- | -------------------------------------------------- | -------------------------------------------------- | -------------------------------------------------- | -------------------------------------------------- | -------------------------------------------------- | ------------------------------------------------------------------------------- |
| 1                                                  | 大山巌                                             | 第1次伊藤内閣                                      | 1885年12月22日                                     | 1888年4月30日                                      | -                                                  |                                                                                 |
| 1                                                  | 大山巌                                             | 黒田内閣                                           | 1888年4月30日                                      | 1889年12月24日                                     | -                                                  | 文部大臣臨時兼任                                                                |
| 1                                                  | 大山巌                                             | 第1次山縣内閣                                      | 1889年12月24日                                     | 1891年5月6日                                       | -                                                  |                                                                                 |
| 1                                                  | 大山巌                                             | 第1次松方内閣                                      | 1891年5月6日                                       | 1891年5月17日                                      | -                                                  |                                                                                 |
| 2                                                  | 高島鞆之助                                         | 第1次松方内閣                                      | 1891年5月17日                                      | 1892年8月8日                                       | -                                                  |                                                                                 |
| 3                                                  | 大山巌                                             | 第2次伊藤内閣                                      | 1892年8月8日                                       | 1895年5月26日                                      | -                                                  |                                                                                 |
| 3                                                  | 大山巌                                             | 第2次松方内閣                                      | 1895年5月26日                                      | 1896年9月20日                                      | -                                                  |                                                                                 |
| 4                                                  | 高島鞆之助                                         | 第2次松方内閣                                      | 1896年9月20日                                      | 1898年1月12日                                      | -                                                  | 拓殖務大臣兼任                                                                  |
| 5                                                  | 桂太郎                                             | 第3次伊藤内閣                                      | 1898年1月12日                                      | 1898年6月30日                                      | -                                                  |                                                                                 |
| 5                                                  | 桂太郎                                             | 第1次大隈内閣                                      | 1898年6月30日                                      | 1898年11月8日                                      | -                                                  |                                                                                 |
| 5                                                  | 桂太郎                                             | 第2次山縣内閣                                      | 1898年11月8日                                      | 1900年10月19日                                     | -                                                  |                                                                                 |
| 5                                                  | 桂太郎                                             | 第4次伊藤内閣                                      | 1900年10月19日                                     | 1900年12月23日                                     | -                                                  |                                                                                 |
| 6                                                  | 児玉源太郎                                         | 第4次伊藤内閣                                      | 1900年12月23日                                     | 1901年6月2日                                       | -                                                  | 台湾総督兼任                                                                    |
| 6                                                  | 児玉源太郎                                         | 第1次桂内閣                                        | 1901年6月2日                                       | 1902年3月27日                                      | -                                                  | 台湾総督兼任                                                                    |
| 7                                                  | 寺内正毅                                           | 第1次桂内閣                                        | 1902年3月27日                                      | 1906年1月7日                                       | -                                                  |                                                                                 |
| 7                                                  | 寺内正毅                                           | 第1次西園寺内閣                                    | 1906年1月7日                                       | 1908年7月14日                                      | -                                                  |                                                                                 |
| 7                                                  | 寺内正毅                                           | 第2次桂内閣                                        | 1908年7月14日                                      | 1911年8月30日                                      | -                                                  | 外務大臣臨時兼任                                                                |
| 8                                                  | 石本新六                                           | 第2次西園寺内閣                                    | 1911年8月30日                                      | 1912年4月2日                                       | 陸士旧1期                                          |                                                                                 |
| 9                                                  | 上原勇作                                           | 第2次西園寺内閣                                    | 1912年4月5日                                       | 1912年12月21日                                     | 陸士旧3期                                          |                                                                                 |
| 10                                                 | 木越安綱                                           | 第3次桂内閣                                        | 1912年12月21日                                     | 1913年2月20日                                      | 陸士旧1期                                          |                                                                                 |
| 10                                                 | 木越安綱                                           | 第1次山本内閣                                      | 1913年2月20日                                      | 1913年6月24日                                      | 陸士旧1期                                          |                                                                                 |
| 11                                                 | 楠瀬幸彦                                           | 第1次山本内閣                                      | 1913年6月24日                                      | 1914年4月16日                                      | 陸士旧3期                                          |                                                                                 |
| 12                                                 | 岡市之助                                           | 第2次大隈内閣                                      | 1914年4月16日                                      | 1916年3月30日                                      | -                                                  |                                                                                 |
| 13                                                 | 大島健一                                           | 第2次大隈内閣                                      | 1916年3月30日                                      | 1916年10月9日                                      | -                                                  |                                                                                 |
| 13                                                 | 大島健一                                           | 寺内内閣                                           | 1916年10月9日                                      | 1918年9月29日                                      | -                                                  |                                                                                 |
| 14                                                 | 田中義一                                           | 原内閣                                             | 1918年9月29日                                      | 1921年6月9日                                       | -                                                  |                                                                                 |
| 15                                                 | 山梨半造                                           | 原内閣                                             | 1921年6月9日                                       | 1921年11月13日                                     | -                                                  |                                                                                 |
| 15                                                 | 山梨半造                                           | 高橋内閣                                           | 1921年11月13日                                     | 1922年6月12日                                      | -                                                  |                                                                                 |
| 15                                                 | 山梨半造                                           | 加藤友三郎内閣                                     | 1922年6月12日                                      | 1923年9月2日                                       | -                                                  |                                                                                 |
| 16                                                 | 田中義一                                           | 第2次山本内閣                                      | 1923年9月2日                                       | 1924年1月7日                                       | -                                                  |                                                                                 |
| 17                                                 | 宇垣一成                                           | 清浦内閣                                           | 1924年1月7日                                       | 1924年6月11日                                      | 1期                                                |                                                                                 |
| 17                                                 | 宇垣一成                                           | 加藤高明内閣                                       | 1924年6月11日                                      | 1926年1月30日                                      | 1期                                                |                                                                                 |
| 17                                                 | 宇垣一成                                           | 第1次若槻内閣                                      | 1926年1月30日                                      | 1927年4月20日                                      | 1期                                                |                                                                                 |
| 18                                                 | 白川義則                                           | 田中義一内閣                                       | 1927年4月20日                                      | 1929年7月2日                                       | 1期                                                |                                                                                 |
| 19                                                 | 宇垣一成                                           | 濱口内閣                                           | 1929年7月2日                                       | 1931年4月14日                                      | 1期                                                | 臨時代理：阿部信行（9期） 1930年6月16日- 1930年12月10日                         |
| 20                                                 | 南次郎                                             | 第2次若槻内閣                                      | 1931年4月14日                                      | 1931年12月13日                                     | 6期                                                |                                                                                 |
| 21                                                 | 荒木貞夫                                           | 犬養内閣                                           | 1931年12月13日                                     | 1932年5月26日                                      | 9期                                                |                                                                                 |
| 21                                                 | 荒木貞夫                                           | 齋藤内閣                                           | 1932年5月26日                                      | 1934年1月23日                                      | 9期                                                |                                                                                 |
| 22                                                 | 林銑十郎                                           | 齋藤内閣                                           | 1934年1月23日                                      | 1934年7月8日                                       | 8期                                                |                                                                                 |
| 22                                                 | 林銑十郎                                           | 岡田内閣                                           | 1934年7月8日                                       | 1935年9月5日                                       | 8期                                                |                                                                                 |
| 23                                                 | 川島義之                                           | 岡田内閣                                           | 1935年9月5日                                       | 1936年3月9日                                       | 10期                                               |                                                                                 |
| 24                                                 | 寺内寿一                                           | 廣田内閣                                           | 1936年3月9日                                       | 1937年2月2日                                       | 11期                                               |                                                                                 |
| 25                                                 | 中村孝太郎                                         | 林内閣                                             | 1937年2月2日                                       | 1937年2月9日                                       | 13期                                               |                                                                                 |
| 26                                                 | 杉山元                                             | 林内閣                                             | 1937年2月9日                                       | 1937年6月4日                                       | 12期                                               |                                                                                 |
| 26                                                 | 杉山元                                             | 第1次近衛内閣                                      | 1937年6月4日                                       | 1938年6月3日                                       | 12期                                               |                                                                                 |
| 27                                                 | 板垣征四郎                                         | 第1次近衛内閣                                      | 1938年6月3日                                       | 1939年1月5日                                       | 16期                                               |                                                                                 |
| 27                                                 | 板垣征四郎                                         | 平沼内閣                                           | 1939年1月5日                                       | 1939年8月30日                                      | 16期                                               |                                                                                 |
| 28                                                 | 畑俊六                                             | 阿部内閣                                           | 1939年8月30日                                      | 1940年1月16日                                      | 12期                                               |                                                                                 |
| 28                                                 | 畑俊六                                             | 米内内閣                                           | 1940年1月16日                                      | 1940年7月22日                                      | 12期                                               |                                                                                 |
| 29                                                 | 東條英機                                           | 第2次近衛内閣                                      | 1940年7月22日                                      | 1941年7月18日                                      | 17期                                               |                                                                                 |
| 29                                                 | 東條英機                                           | 第3次近衛内閣                                      | 1941年7月18日                                      | 1941年10月18日                                     | 17期                                               |                                                                                 |
| 29                                                 | 東條英機                                           | 東條内閣                                           | 1941年10月18日                                     | 1944年7月22日                                      | 17期                                               | 内閣総理大臣、 外務大臣兼任 内務大臣兼任 文部大臣兼任 商工大臣兼任 軍需大臣兼任 |
| 30                                                 | 杉山元                                             | 小磯内閣                                           | 1944年7月22日                                      | 1945年4月7日                                       | 12期                                               |                                                                                 |
| 31                                                 | 阿南惟幾                                           | 鈴木貫太郎内閣                                     | 1945年4月7日                                       | 1945年8月15日                                      | 18期                                               |                                                                                 |
| 32                                                 | 東久邇宮稔彦王                                     | 東久邇宮内閣                                       | 1945年8月17日                                      | 1945年8月23日                                      | 20期                                               | 内閣総理大臣兼任                                                                |
| 33                                                 | 下村定                                             | 東久邇宮内閣                                       | 1945年8月23日                                      | 1945年10月9日                                      | 20期                                               |                                                                                 |
| 33                                                 | 下村定                                             | 幣原内閣                                           | 1945年10月9日                                      | 1945年12月1日                                      | 20期                                               | 陸軍省廃止                                                                      |

## 記録
- 最長在任記録(通算、連続) - 寺内正毅：9年, 157日間
- 最短在任記録 - 中村孝太郎：8日間
- 首相に在任した陸軍大臣経験者は桂太郎・寺内正毅・田中義一・林銑十郎・東條英機・東久邇宮稔彦王の6人。また、東條と東久邇宮は首相在任中に陸軍大臣を兼任した。